# Aiktak
Aiktak  (in lingua aleutina Ugangax) è una delle isole Krenitzin, un sottogruppo delle Fox nell'arcipelago delle Aleutine orientali e appartiene all'Alaska (USA). L'isola, lunga circa 2 km, si trova nel mare di Bering, a sud di Ugamak e 61 km a est dell'isola di Akutan.

## Storia
Aiktak è un nome aleutino trascritto dal capitano Mihail Teben'kov nel 1852 come Ostrov Aikhtak. R.H. Geoghegan suggerisce che il nome sia derivato dalla parola aikhag, che significa "viaggio" o "partire per un viaggio".